# تورو نارا
تورو نارا (انگلیسی: Tōru Nara; ۱ ژانویهٔ ۱۹۸۰ – ) صداپیشگی در ژاپن اهل ژاپن بود.